# Venus and Mars/Rock Show
Singles de Paul McCartney et les Wings
Letting Go
(1975) Silly Love Songs
(1976)
Pistes de Venus and Mars
Love in Song
Venus and Mars et Rock Show sont deux chansons de Paul McCartney et les Wings parues en première et deuxième positions de l'album Venus and Mars en mai 1975. La première est ensuite reprise en début de face B dans une version plus longue. Un medley des deux chansons a ensuite été publié en single en novembre.
Tandis que la première est une chanson douce et acoustique, Rock Show est une pièce particulièrement bruyante et électrique qui crée un effet d'opposition.
Le single est le premier d'un ex-Beatles à ne pas réussir à entrer dans les "charts" britanniques. Ce manque de succès peut-être relativisé dans la mesure où l'album du même nom y a atteint le sommet du classement des meilleures ventes. Aux États-Unis, le 45-tours atteint une honorable douzième place.